# 幾內亞總統府
塞库图拉总统府（Palais présidentiel Sekhoutoureah）是几内亚总统官邸，位於几内亚科纳克里。
在法國殖民幾內亞时期，法属西非总督诺埃尔·巴莱将一座住宅作为总督府。1958年，几内亚获得独立后，该建筑成为总统府，国家元首艾哈迈德·塞古·杜尔在此生活、工作和接待客人，1983年，该建筑被拆除。
後來中华人民共和国又幫幾內亞新建了一個總統府。1988年，幾內亞總統兰萨纳·孔戴親自為新總統府揭幕，但他没有立即入駐。中華人民共和國建造的建築直到2010年阿尔法·孔戴當選總統後才真正成为总统府。